# 圖克圖班巴山
8°54′12″S 77°33′30″W / 8.90333°S 77.55833°W
圖克圖班巴山（Tuctubamba），是秘魯的山峰，位於該國北部安卡什大區，由盧克馬區、瓦伊良區和亞納馬區負責管轄，屬於布蘭卡山脈的一部分，海拔高度5,240米。